# Federazione italiana ambiente e bicicletta
La FIAB - Federazione Italiana Ambiente e Bicicletta (fino al 2019 Federazione Italiana Amici della Bicicletta) ha per finalità la diffusione della bicicletta come mezzo di trasporto intelligente ed ecologico, in un quadro di riqualificazione dell'ambiente urbano ed extraurbano.

## Storia, organizzazione e riconoscimenti
Fondata nel 1989 da un nucleo di associazioni locali preesistenti, si è poi sviluppata sia geograficamente che numericamente e riunisce più di centotrenta realtà locali in tutt'Italia, con circa 16.000 iscritti (2013).
Ogni anno, generalmente a marzo o aprile, si riunisce l'Assemblea Nazionale, a cui partecipano i delegati delle associazioni locali aderenti. Con cadenza triennale essa elegge anche gli organi statutari: Presidente e Consiglio nazionale.
FIAB collabora con Ministeri, Regioni e diversi altri Enti.
La federazione si è dotata di un'Area Tecnica interna formata da urbanisti, ingegneri, architetti, che supporta le diverse organizzazioni ed istituzioni nella realizzazione di ricerche, studi e progetti di ciclabilità e mobilità sostenibile.
Nel trentesimo anno di attività, con l'assemblea nazionale ordinaria e straordinaria svoltasi il 14 aprile 2019 a Verona, l'associazione ha mutato la propria denominazione da Federazione Italiana Amici della Bicicletta a Federazione Italiana Ambiente e Bicicletta, mantenendo comunque inalterato il suo acronimo.
Presidenti:
- Giulietta Pagliaccio (2013-2019)
- Alessandro Tursi (2019-2025)
- Luigi Menna (2025-in carica)

## Obiettivi
La Federazione promuove l'uso della bicicletta sia come mezzo di trasporto quotidiano per migliorare traffico e ambiente urbano, sia per la pratica dell'escursionismo in una forma di turismo particolarmente rispettosa dell'ambiente.
L'uso della bicicletta porta grandi vantaggi, che caratterizzano anche i campi di impegno FIAB:
- favorisce l'ambiente contrastando il surriscaldamento del pianeta attraverso la riduzione di CO2, essendo un mezzo di trasporto ad emissioni zero; per questo FIAB è annoverata fra le organizzazioni ambientaliste;
- aiuta la mobilità nel suo complesso, riducendo l'uso dell'automobile, la congestione del traffico, i tempi di spostamento, l'occupazione di spazi urbani: ciò colloca FIAB fra i maggiori portatori di interessi nel campo dei trasporti e dell'urbanistica;
- ha effetti positivi sulla salute, riducendo l'incidenza di malattie cardiocircolatorie, obesità, stress: in questo senso FIAB è anche soggetto delle politiche sanitarie ed educative;
- aiuta i bilanci sia familiari che nazionali, con una minore dipendenza dal petrolio e dai suoi costi diretti ed indiretti: ciò vede FIAB impegnata anche sul fronte dell'economia e della difesa dei consumatori.

A cadenza bimestrale esce la rivista BC pubblicata dalla Federazione; alcune associazioni locali associate pubblicano inoltre dei periodici propri. 
FIAB aderisce alla Federazione Europea dei Ciclisti, ECF, organizzazione internazionale della mobilità in bicicletta.

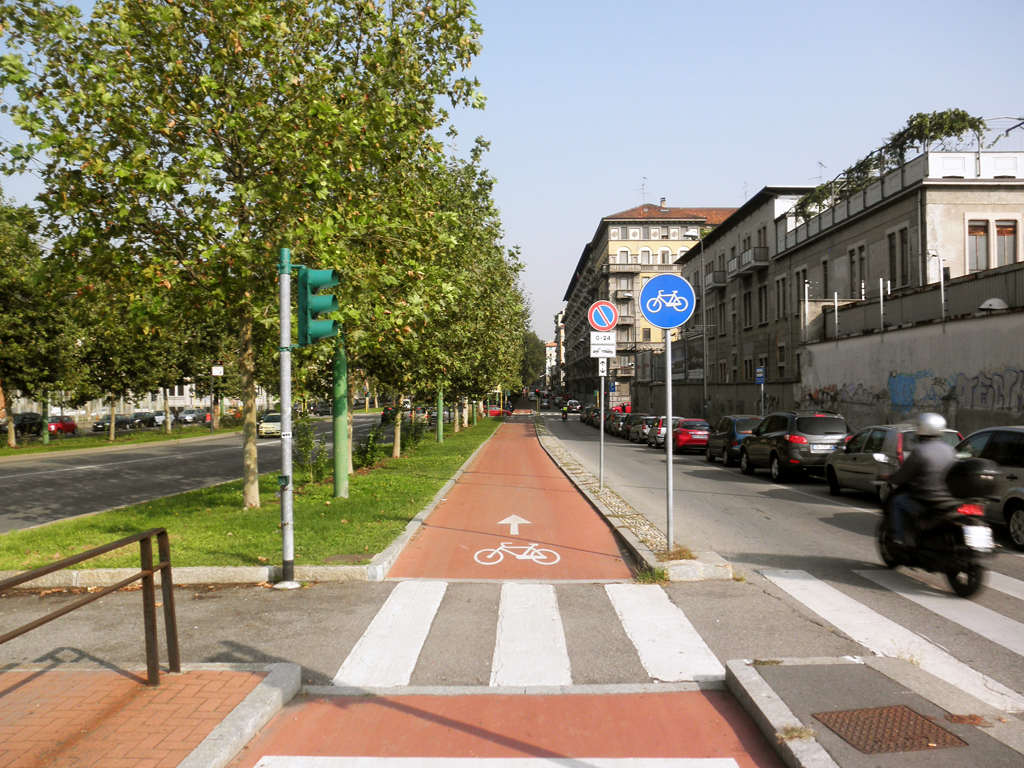
Pista ciclabile in sede propria

## Ciclabilità urbana
FIAB, anche attraverso le proprie associazioni, sollecita il processo decisionale pubblico (lobbying) per ottenere interventi e provvedimenti a favore della mobilità ciclistica urbana, cioè per la circolazione vantaggiosa, facile e sicura in bicicletta e della vivibilità urbana ad essa connessa.
In particolare FIAB sollecita la realizzazione di piste ciclabili, la moderazione del traffico, ad esempio attraverso diffuse zone 30, zone a traffico limitato ed aree pedonali, sostiene politiche di incentivazione della mobilità sostenibile e l'uso combinato di bici e mezzi pubblici ("intermodalità").
Il complesso di interventi sostenuti da FIAB si basa su esperienze europee ormai consolidate, soprattutto nei Paesi all'avanguardia in ciclabilità, e su prassi diffuse e si articola in tre grandi tipologie di interventi: reti ciclabili, ciclabilità diffusa e intermodalità.

### Reti ciclabili
Le piste ciclabili incentivano e favoriscono la circolazione delle biciclette se costituiscono reti continuative con le direttrici necessarie agli spostamenti quotidiani (come casa-lavoro e casa-scuola). La rete ciclabile deve inoltre avere caratteristiche di linearità (percorsi diretti, senza aggiramenti) ed assicurare la sicurezza dei ciclisti, per esempio alle intersezioni.

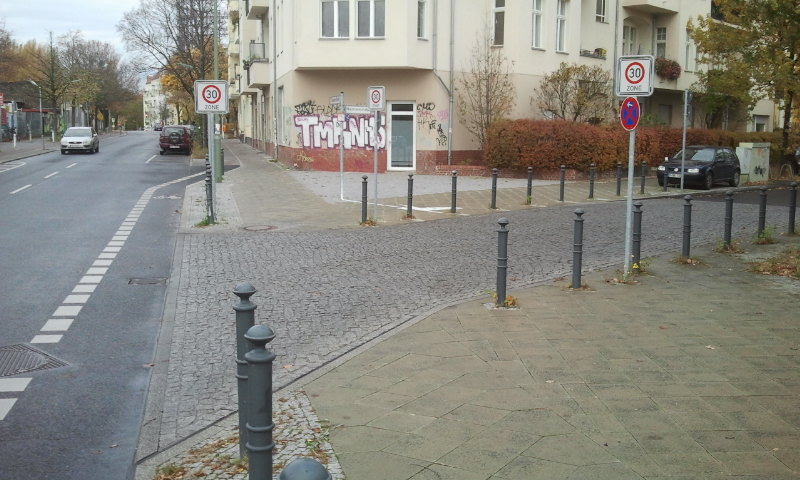
Zone 30 a Berlino

La separazione fisica dei flussi si applica sulla viabilità principale, con intenso traffico motorizzato ed un forte differenziale di velocità con le biciclette. Su viabilità a medio traffico, per esempio nell'attraversamento di quartieri, la separazione può avere forme più morbide, come tramite corsie ciclabili su carreggiata ("preferenziazione").

### Ciclabilità diffusa
All'interno di ZTL e zone 30 non sono solitamente necessarie le piste ciclabili: la convivenza fra mezzi motorizzati, biciclette e pedoni avviene grazie alla moderazione del traffico. I sensi unici per le automobili ma non per le biciclette (con apposita segnaletica) sono diffusi in tali aree.
In tal modo, oltre ad una maggiore vivibilità di vaste aree urbane, si mette in atto la "ciclabilità diffusa".

### Intermodalità

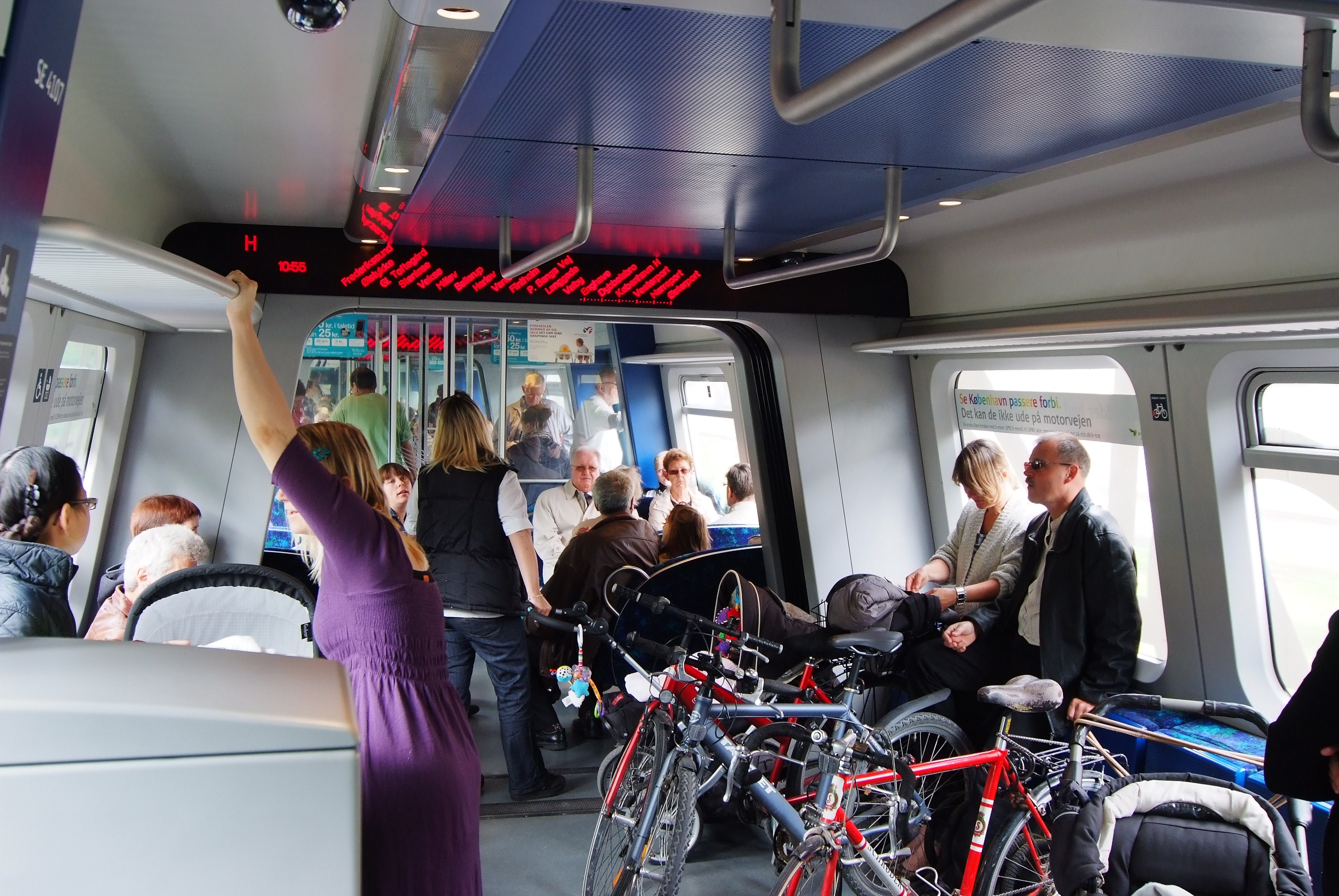
Treno con trasporto bici

L'uso della bicicletta è vantaggioso fino a distanze di 5–6 km. Per distanze maggiori è necessario istituire un tipo di trasporto intermodale, soprattutto su ferro: permettere e incentivare il trasporto di biciclette su treni, metrò e tram, in modo che parte del percorso possa essere completato in bicicletta. 
L'utilizzo combinato di bicicletta ed altri mezzi può essere messo in atto anche con la realizzazione di parcheggi bici agli snodi del trasporto pubblicio e di "ciclostazioni" (custodite e dotate di alcuni servizi) per esempio in corrispondenza di stazioni ferroviarie e di autobus. 
Lo stesso bike sharing è una forma di intermodalità fra bici ed altri mezzi di trasporto pubblico e privato.

## Cicloturismo
Viaggiare in bicicletta è una forma di "turismo eco-compatibile" in forte crescita in tutto il mondo.
FIAB se ne fa promotrice verso gli enti locali (Comuni, Province e Regioni) e nelle istituzioni nazionali anche per la valenza di fattore economico sui territori in grado di attirarne i flussi.

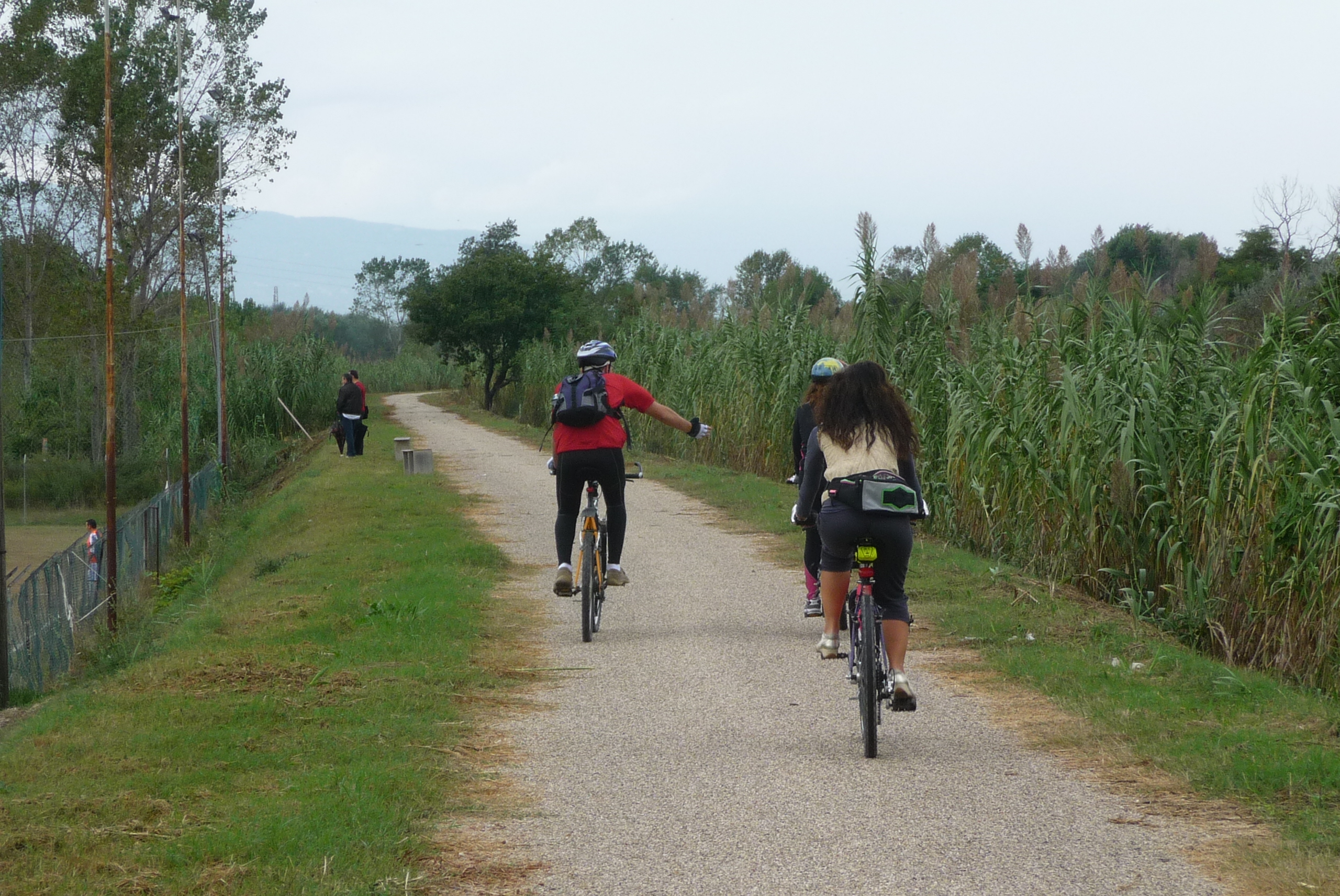
La Ciclabile del Tronto, il tratto marchigiano della Ciclovia Salaria (il ramo n. 9 di BicItalia).

La predisposizione di percorsi cicloturistici spesso consente il recupero e la valorizzazione di territori o ambienti di pregio naturalistico, paesaggistico e culturale; ne consente una fruibilità e una conoscenza diretta che altrimenti, con altri mezzi di trasporto o altri interventi, diverrebbe impossibile, dannosa ed anti-ecologica.
In questo ambito la FIAB collabora al progetto di rete di percorsi ciclabili Eurovelo e ha studiato e pianificato la rete ciclabile nazionale BicItalia.
FIAB collabora ad iniziative per il recupero a ciclabili delle ferrovie dismesse.

## Campagne, eventi e iniziative
- Settimana europea della mobilità, "chi sceglie la bici merita un premio": ogni anno in occasione dell'evento promosso a livello europeo dal 16 al 22 settembre i volontari si collocano ad importanti punti di transito e consegnano a chi passa in bicicletta un premio simbolico, per es. un cioccolatino "marchiato" Fiab, insieme ad un volantino o altro materiale informativo. In molte città viene anche effettuata una rilevazione della quota di spostamenti in bici rispetto ad auto e moto.

- Bimbimbici: l'evento, ogni anno in maggio, è dedicato al mondo della scuola primaria ed alla relativa fascia di età, e viene promosso e organizzato non solo da Fiab a livello nazionale e locale, ma anche da numerose istituzioni come scuole, Comuni, altre associazioni etc.

- Bici + treno: Pasquetta, in collaborazione con Trenitalia, è la giornata che Fiab dedica ai temi dell'intermodalità fra bicicletta ed altri mezzi di trasporto, sia in funzione trasportistica e che per ciclo-turismo

- Cicloraduno nazionale FIAB: ha luogo nel mese di giugno, ogni anno in una città diversa, generalmente della durata di 3 giorni.

- Comuni ciclabili: ogni anno la FIAB assegna un riconoscimento ai Comuni bike friendly. Dal 2021 l'iniziativa è patrocinata dal ministero delle infrastrutture e dei trasporti e da quello dell'ambiente.[6]

- Partecipazione ad altre campagne: nel 2012 la FIAB ha aderito e dato diffusione alla campagna Salvaiciclisti, incentrata sulla sicurezza degli utenti della bicicletta, e sfociata nella manifestazione del 28 aprile ai Fori Imperiali (Roma), con molte migliaia di partecipanti. Nel 2013 ha inoltre aderito alla "Rete Mobilità Nuova", col motto "Pedoni, Pedali, Pendolari", partecipando alla manifestazione del 4 maggio a Milano. Nel campo del cicloturismo Fiab partecipa alla giornata delle "ferrovie dimenticate".

## Prese di posizione

### Caschetto obbligatorio
Ricorrenti richieste nei media di obbligo del caschetto per ciclisti trovano nettamente contraria FIAB, analogamente alla federazione europea ECF ed a tutte le altre organizzazioni aderenti del mondo. Le motivazioni sono centrate sulla scarsa utilità in caso di incidente e sul fatto che tale obbligo ha soprattutto l'effetto di ridurre marcatamente l'uso della bicicletta, come avvenuto per es. in Australia (uno dei pochissimi paesi che hanno introdotto l'obbligo generalizzato). Il numero di ciclisti presenti su strada viene invece indicato come fattore fondamentale per la sicurezza e la riduzione degli incidenti; paradossalmente il caschetto obbligatorio va perciò ad abbassare la sicurezza complessiva dell'utenza ciclistica. Esponenti FIAB fanno inoltre rilevare che tali campagne provengono spesso da soggetti estranei alla bicicletta, talvolta per motivazioni commerciali (la vendita dei caschetti appunto) e sul rovesciamento delle responsabilità nella sicurezza stradale (per assurdo si potrebbe pensare un obbligo simile anche per i pedoni).

### Sicurezza ed incidentalità
Sui temi della sicurezza stradale spesso FIAB è impegnata nel sottolineare che i ciclisti sono, insieme per es. ai pedoni, utenti deboli della strada e che rientrano quasi esclusivamente fra le vittime degli incidenti di varia gravità, con percentuali irrisorie come causa di danni gravi o mortalità. Da varie parti e soprattutto nei media si additano gli utenti della bicicletta come "i più indisciplinati" mentre FIAB vede una sostanziale omogeneità fra tipi di veicoli e comportamenti più o meno corretti, ed indica invece effetti di collisioni molto differenti, con 12-15 kg da parte di una bicicletta e 500 kg o varie tonnellate per i veicoli motorizzati.

### Targatura biciclette
La ricorrente richiesta di "targa alle bici", anche da parte di esponenti politici, trova assoluta contrarietà in FIAB, con il rilievo che l'unico paese al mondo con tale identificativo, la Svizzera, lo ha recentemente abbandonato.